# 朴健雄
朴 健雄（朴 建雄、パク・コヌン、パッコヌン、박건웅、1906年7月1日 - 没年不詳）は、朝鮮半島の独立運動家、大韓民国の政治家。変名として金 政友（金 正友、キム・ジョンウ、김정우）を用いた。

## 略歴
平安北道義州郡枇峴面（現平安北道枇峴郡）に生まれる。1926年10月、黄埔軍官学校第4期歩兵科を卒業し、1928年9月22日、上海市に本部を置く韓国人青年同盟に加盟した。その後、軍官学校同期生金元鳳が率いる義烈団の団員となり、1932年10月、千炳林（韓一來）とともに義烈団代表として韓国対日戦線統一同盟の結成準備会合に参加。韓国対日戦線統一同盟が中国の抗日組織と連合して中韓民衆大同盟を結成すると組織宣伝部長になった。金元鳳が中国国民政府軍事委員会の支援下に朝鮮革命軍事政治幹部学校を設立すると、朴健雄は政治部長として政治班の教育を担当した。金元鳳と意見対立を生じて義烈団を一時離脱したものと知られていたが、1935年7月5日、金元鳳が結成した朝鮮民族革命党に参加している。
1936年、金星淑らとともに民族革命党を離党し、朝鮮民族解放同盟を結成。1937年1月22日、大韓民国臨時政府の宣伝委員に任命された。その後、臨時議政院議員、約憲修正委員、韓中文化協会の監査などを歴任。1944年6月、第5次臨時約憲改正により新設された宣伝部の副主任に任ぜられ光復まで務めた。帰国後の1946年8月、社会民主党に入党。左右合作委員会の委員として左右合作運動に加わり、同年12月、南朝鮮過渡立法議院の官選議員となった。1948年4月、民族自主連盟代表団の一員として南北連席会議に参加した。
朝鮮戦争中に拉北、朝鮮民主主義人民共和国からは名誉研究士の称号を受けている。
1990年、大韓民国建国勲章独立章を追叙された。

## 参考資料
- “박건웅”, 独立有功者功勲録, 大韓民国国家報勲処 2018年11月14日閲覧。
- 김희곤 (1997), “박건웅(朴健雄)”, 韓国民族文化大百科事典, 韓国学中央研究院 2018年11月14日閲覧。
- “朴建雄”, 黄埔军校同学录, 浙江档案网 2018年11月14日閲覧。
- “南韓 民族主義勢力의 南北連席會議 참여”, 國史館論叢第54輯, 国史編纂委員会, (1994-8-20) 2018年11月14日閲覧。